# ブルージンの子守唄
ブルージンの子守唄（ブルージンのララバイ）は1972年7月1日にポリドール・レコードから発売された、萩原健一のソロ名義による1枚目のシングル。日本テレビ系列の刑事ドラマ「太陽にほえろ!」の第1話にて使用された。

## 解説
萩原健一がPYG在籍中に発表したソロ名義でのシングルで、作詞は阿久悠、作曲は加藤和彦、編曲は瀬尾一三がそれぞれ手がけている。後年、阿久悠は萩原や加藤との仕事について、自身を含めた三者の個性の違いにもかかわらず、本人たちにも気付かない共通点が楽曲にプラスに作用したという旨を述べている。
当シングル2曲は、1972年7月21日から放送を開始した刑事ドラマ「太陽にほえろ!」の第1話「マカロニ刑事登場!」にて使用された。タイトル曲は萩原が扮するマカロニ刑事こと、早見淳が自宅のアパートでギターを爪弾くシーンに、カップリング曲の「少年の魂」は、劇中に登場するスナック「パークサイド」の店内BGMとして使われている。

### アートワーク
当シングルのレコードジャケットはLPのそれのようにスリーブ一体型（E式）となっており、表にはジーンズに萩原のポートレイトをコラージュした写真が用いられている。

## 収録曲 / パーソネル
全曲作詞：阿久悠、作曲：加藤和彦、編曲：瀬尾一三
オリジナル・シングルレコードの表記に基づく。なお、当シングル発売時のポリドール・レコードでは、シングルの盤面表記で通常のA面・B面をそれぞれD面・S面と表示している。

### SIDE D
1. ブルージンの子守唄 (BLUE JEAN LULLABY) - (2:56)
萩原健一 - 唄
ケニー・ウッド・オーケストラ - 演奏

### SIDE S
1. 少年の魂 (SOUL OF A BOY) - (3:12)
萩原健一 - 唄
ケニー・ウッド・オーケストラ - 演奏

## クレジット
- ディレクター - 佐々木幸男
- ミクサー - 前田欣一郎
- カバー・デザイン - 廣野展生
- フォト - 武藤義

## 収録アルバム
当シングル2曲は、「太陽にほえろ!」のコンピレーション・アルバムに、タイトル曲のみは阿久悠のコンピレーション・アルバムにそれぞれ収録されている。なお、萩原は1972年のPYGのコンサートにて、「ブルージンの子守唄」を歌っている。

### 太陽にほえろ!
- 『太陽にほえろ! SONG COLLECTION』 バップ CD：VPCD-81002 1993年6月1日（シングル2曲を収録）
- 『太陽にほえろ! Polydor Master コンプリート』 ポリグラム CD：POCH-1446-51 1994年12月19日（シングル2曲を収録）

### 阿久悠
- 『移りゆく時代（とき） 唇に詩（うた）～阿久悠大全集』 ビクター・エンタテインメント CD：VICG-58271-84 1997年5月21日（タイトル曲を収録）
- 『恋夏期～阿久悠作詞集＜夏＞』 ビクター・エンタテインメント CD：VICG-62792 2008年7月23日（タイトル曲を収録）
- 『続・人間万葉歌～阿久悠作詞集』 ビクター・エンタテインメント CD：VICL-63041 2008年9月27日（タイトル曲を収録）